# خوئل بارسناس
ادگار خوئل بارسناس (اسپانیایی: Édgar Joel Bárcenas‎؛ زادهٔ ۲۳ اکتبر ۱۹۹۳) بازیکن فوتبال اهل پاناما است.
وی برای تیم ملی فوتبال پاناما ۲۷ بازی انجام داده است.